# 圈地运动
在12到19世紀，在以英国为代表的歐洲出現了所謂的圈地運動（英語：Enclosure）。由中世紀到18世紀，整個歐洲的農業體系十分相似。土地所有权集中于国王（King）或取得罗马教廷承认的皇帝（Emperor/Caesar），以及教会，另有少量属自由民私有。按照当时的封建制度体系，皇室土地的实际保有权及其上财產，以纳税和提供兵役为条件分封于领主，而后又按各级契约依次分配于总佃户，佃户。封建制度下的農業體系通常使用敞田制，敞田制约定了领主和佃户的人身依附关系，由皇室立法限定双方均不得违约。同时在每个庄园的土地上，都会安排一片“公有地”（common pasture），按各级契约，公有地不安排耕种，平民有权在其上从事有限制的放牧、采柴、摘野果等活动。
在十五和十六世紀時，最初目的是牧羊，以当时获利更高的羊毛业取代传统的小麦种植，开始了圈地運動。圈地運動从“公有地”（commons）展開，并扩展至修约，收回佃户的份地。圈地的方式包括领主买断農民的使用权的较为和平的方式，和皇室通过修改法律强制终止佃户的使用权，其中强制的手段常常会造成冲突甚至叛乱。圈地致使當時英格蘭人的平均壽命從43歲降至30歲，許多被趕出家園的大量失業人口湧入居住與衛生條件惡劣的都市，佃户不得不另寻生计。但当这些平民在付出巨大代价，通过航海和早期工业找到出路后，以促成英国农业革命、工业革命與城市化的獲利者身份，這些暴發戶反过来超越皇室的封建制度體系成为英国社会的主导經濟力量。

## 概述
因当时土地贫瘠，又缺乏有效的积肥方法，所以封建社會的農業體系通常使用三田制，领主将耕地分成三个区（根据土地贫瘠肥沃也有分2区或4区）轮种，其中一个区休耕，以待麦秸腐化和以放养牲畜（放羊为主）恢复地力。领主、地区教会和各农户在三个区各有分成小块均匀散布的收获地，以达到各方肥瘠土地均摊。因领主对休耕地没有收获要求，在有利于恢复地力的前提下，也放任农户在其上进行有限的牧牛羊之类可加速麦秸转化积肥的副业。在此基础上又产生敞田制，各方在各区中散布的小块收获地分割过细仅具契约意义，实际耕作中没有界限，以村为单位农户联合耕种包括领主、教会的全部耕地，一同收割集中加工，再按地契分配，是为“敞田”。敞田是耕作方式，敞田制进一步规定了领主和农户的关系，领主提供农户的耕地和安全保障，农户有义务为领主和教会耕收，并义务进行一些其它基本劳务如堆积草料。自中世纪以来领主不得无法律许可驱赶农户或以外来劳力取代本地农户，农户也不得任意离开投奔其它富裕地区，如此分配土地持续了数百年，在實務上維持每個家戶大致上各自有地的狀態。
最早追溯到12世紀，在英國，少數“公有地”被圈起，成为一般民众不得使用的私有田，而這一運動15世纪逐漸發酵，在英国則因大航海的事業，促进了进口小麦，出口羊毛、毛毡的国际化贸易。英国气候不宜，农作物产量有限，将土地用于牧羊的收益高于种植小麦等作物有时近一倍。大的土地所有者，皇室和领主开始废止与农户的地契，将大片土地圈围牧羊，是为“圈地”。在歐洲土地兼併之所以能發生，主因是所有权仍属皇室和领主，农户非是失去土地了，而是失去祖辈以来租种土地的契约，另外较大的土地所有权变更，是皇室因与罗马教廷的矛盾，从天主教会手中没收夺取了大片土地，再将土地转售给出价较高的新兴资产阶级，大片土地开始在旧封建贵族秩序外被利用。因而遭到罗马天主教廷的“公开指责”。
16世紀至17世紀，圈地行為被羅馬天主教會公開指責，反對圈地行為的法令也被頒佈。然而，18世紀歐洲農業的機械化開始，這先決要求寬闊、集成的農田，之前的敞田制成為了業主的瓶頸。之後一系列的國會法案被遊說，即使受到一些反對，英国圈地運動最終仍是於1801年被合法化。
对农户来说，失去受先前法律保护的传统的租种土地的契约，而皇室和领主在势必的经济转型中，并没有帮助农户找到新的生计，引起两者矛盾。实际运行中有领主付给农户一定补偿，也有皇室修改法律甚至动用军队，最终被迫迁离湧入都市寻求生计，其中傳統农户的群體沒落或是遭驅逐後，大部分都经历了一段不乏残酷的阵痛，从当时的文学作品可见一斑。但当农户逐渐转型为工人身份，并在工业界获得新的稳定的工作，少数更成为资本家，推进了捕鲸（石油业前的动物油业），纺织等近代工业之后，反过来其财富超越仍以农牧业为主要收入来源的领主、骑士，這時又開始从旧贵族阶级手中收购土地甚至爵位來打擊，也造成旧贵族阶级中领主、骑士阶层的没落。其中少数领主成功转型后与新兴资产阶级形成新的爵士阶层，總之，大規模的階級流動因此完成了。

## 歷史

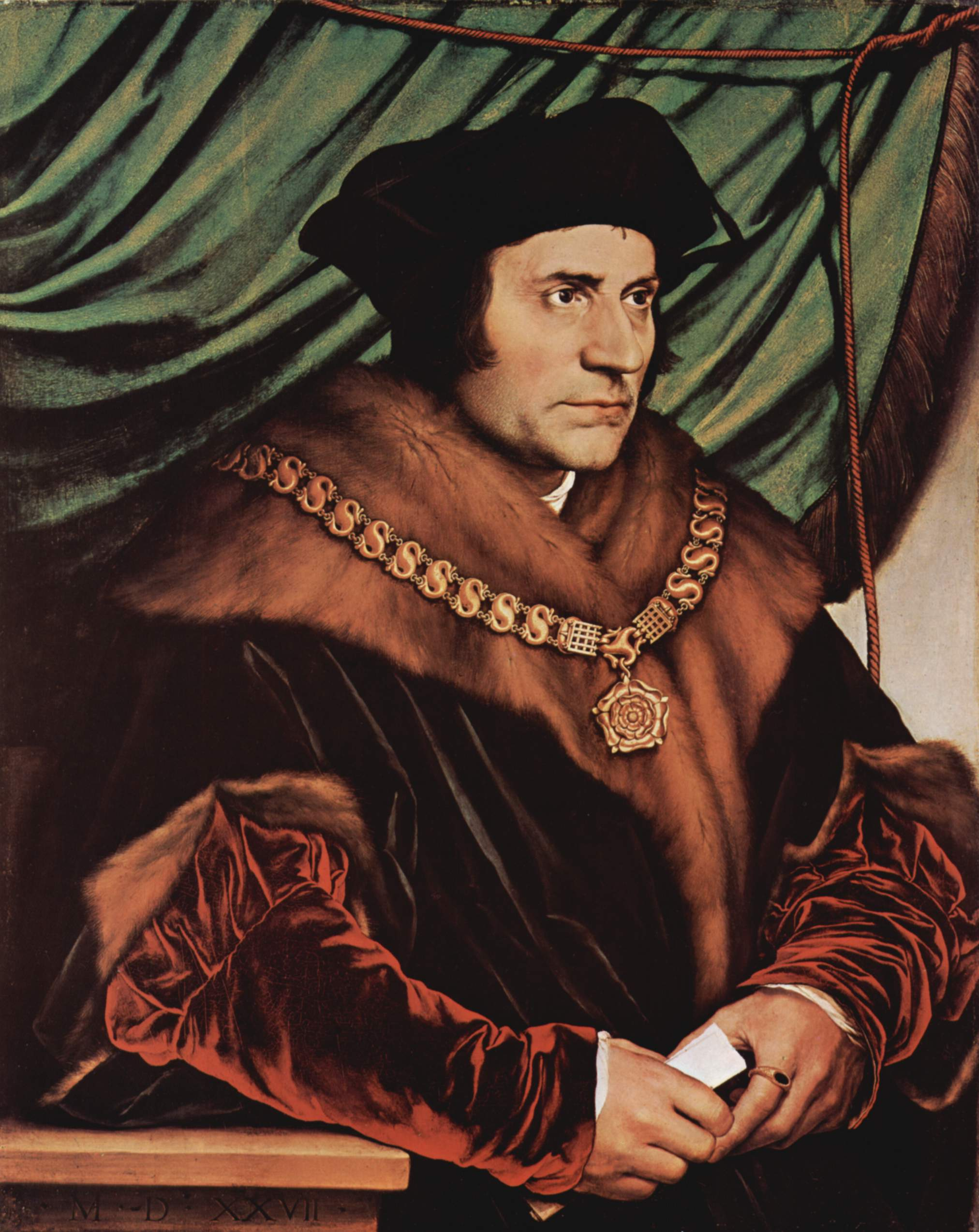
空想社會主義者托马斯·莫尔反對圈地

### 中世纪
中世纪的欧洲，在西起英格兰，东至乌拉尔山，南迄比利牛斯山脉和阿尔卑斯山脉，北至丹麦和瑞典南部的广大平原上，大体都盛行敞田制。敞田制起源于农村公社的土地形式。每年收割后，庄园主和教堂的条田、农民的份地都按惯例撤除各自设置的篱笆、栅栏等物，敞开作为公共牧场。敞田以外的“公有地”为庄园主所有，但农民共有其使用权。田地的分散给农民的耕种和管理带来诸多不便。因此，在12世纪中叶，英国就有人将分散在各片大田的条形地通过交换而合并起来。这种趋势在盛行敞田制的各国都是共同的，只有先后之别。
为了便于集中管理，經營地主開始改變經營方式，在田地外圍，用積土、石堆等方式築成短牆所圈圍，稱作圈田。
13世纪，英国庄园主根据《默顿法令》，圈占“公有地”以至份地。在14、15世纪农奴制解体过程中，圈地现象愈演愈烈。

### 15世纪末至17世纪
15世纪末叶、16世纪初叶，欧洲直通印度新航线的开通和美洲大陆的发现，以及环球航行的成功，使英国的对外贸易迅速增长，进一步刺激了英国羊毛出口业和毛织业的发展。羊毛价格不断上涨。养羊业成为获利丰厚的产业。往往10英亩牧场的收益超过20英亩的耕地。英国圈地运动最早从工商业较发达的东南部农村开始。地主贵族作为土地主人最初圈占“公有地”，即终止农民的使用权，后来圈占小佃农的租地和公簿持有农的份地。在宗教改革中，国王把没收的教会领地赐给亲信宠臣，或卖给乡绅、土地投机家、市民、商人和工场主。他们变成新贵族，也大规模地圈占被赐给他们但被农民使用土地。根据1630年和1631年的调查报告，莱斯特郡在两年内圈了10万英亩土地，约占该郡土地的百分之二。圈占地在作为“公有地”时既是牧场，被圈之后大部分还作为牧场使用。主要的圈占者是乡绅。1485年至1550年他们在莱斯特郡圈地的面积占圈地总面积的百分之六十。大批农民被迫出卖土地使用权，或远走他乡，或到处流浪。托马斯·莫尔在《乌托邦》（1516年出版）中认为这是牧业对农业的侵占，指责这是「羊吃人」。但是也有历史学家认为强迁的行为并不是那样常见，地主圈的通常是无主地，只有在极端情况（如果大饥荒）下才过度使用暴力。
十七世紀後，北美小麥廉價進口。英國氣候涼濕，適合牧草生長，小麥重要性日減，圈地很多成为牧场。

#### 农民叛乱

亨利八世頒布過反圈地法令安撫暴動

1536年和1537年，林肯郡和约克郡先后爆发农民叛乱。1549年又爆发凯德叛乱。都铎王朝与早期斯图亚特王朝考虑到兵源、财政和社会治安诸因素，基本上采取反圈地政策。1489年，亨利七世下令禁止圈占20英亩以上的农庄。1515年亨利八世限令在一年之内将改为牧场的耕地复原，但这些法令均没有实施，形同虚文。政府也于1601年颁布了济贫法，规定各地教区开征济贫税，规定只有在教区居住一定年限并曾从事劳动的失业者，才能领取救济金。
16世纪末叶和17世纪初叶，英国城市人口日益增多，工场手工业迅速发展，市场对谷物、肉类的需求大大增加。于是，圈地运动又重新开始抬头。1593年议会废除反圈地法令，引起圈地狂潮，大量耕地改为牧场。1597年虽因连续4年歉收而恢复反圈地法令，但在1601年都铎王朝最后一次议会中，舆论已倾向于最后废除反圈地法令。
1607年英国中部各郡发生的反圈地的牛顿叛乱是英格兰最后一次农民与士绅群体的武装对抗，当时牛顿的Tresham家正在圈的公用地包括了罗金汉森林的一部分，镇压后死了近五十人，为首者绞决并四马分尸，Tresham家也衰落了，今日在当地有一块纪念战死者的碑。又迫使政府继续采取反圈地措施。按马克思主义观点，1642年英國內戰是一场资产阶级革命，资产阶级的议会给予了王家打击使王权不再（王家的1641年废除的星室法庭一直是反圈地的最重要屏障），之后上层已不再反对圈地。从1688年起，大地主掌权的政府逐渐改变政策，公开支持圈地。到18世纪开始的时候，英格兰五分之三以上的耕地仍未圈围而处于敞田制下，其余约五分之二的耕地虽被圈者数量有限，但旧的共耕制的村庄公社已被摧毁。18世纪还形成了世人称作的“地主委员会”，它是英国现代国会的前身。

### 18世纪初期至19世纪中期

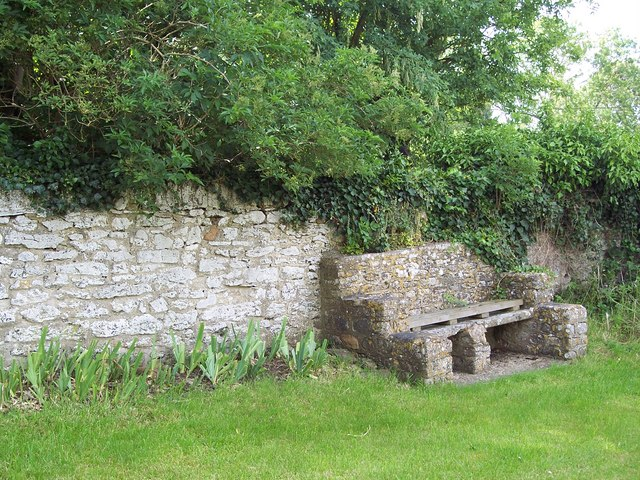
英國圈地圍牆遺跡

英国资产阶级取得决定性胜利之后，城市工业进一步发展，城市人口急剧增加。因此，对农产品的需求日益增加。地主贵族为了生产肉类和商品粮以供应城市的需要，扩大投资，改善土地的生产能力，同时加速进行圈地。资产阶级则大力鼓励圈地。政府通过议会立法使圈地合法化。地主贵族依靠国家机器，强迫农民服从圈地法案。农民无力负担圈地费用，或因失去公有地使用权而无法维持生产和生活，被迫出卖土地。随着1701年条播机的发明，开始了农业生产技术的革命。于是生产关系的革命就在更加广泛的基础上深入开展。18和19世纪，英国议会通过4763件有关圈地的法案，共批准圈占 269万公顷共耕地和公有地。1845年以后，圈地运动已近尾声。1876年公布的禁止非法圈地的法案虽只应用于公有地，但圈地作为一种运动业已结束。
欧洲大陆的圈地运动主要发生在18、19世纪。德意志、法国、俄国和丹麦的圈地运动主要是通过政府法令实行的。捷克和波兰在1918年以后也出现过圈地运动。

## 總結
古老敞田制土地犬牙交错互相连在一起，单独小块土地无法改变耕作方式。比如若自己的土地不打算休耕，但也无法避免由于旁边的土地休耕后家畜对其的践踏。圈地运动虽然对许多农民来说并不公平，许多农民被迫分得更贫瘠的土地，也无资本采用新的耕作技术，同时失去了休耕的公共土地放牧家畜的好处。但是土地集中后可以进行彻底的技术改良，生产更多的粮食供养更多的人口，尤其是可以为纺织工业生产大量的羊毛。按马克思主义观点，不少失去土地的农民，为工业革命提供了大量的劳动力，成为了工厂的工人，也为新产生的工人阶级埋下了伏笔。圈地运动在英国伊丽莎白一世时期发展得比较缓慢，但自光荣革命后的18世纪，开始愈演愈烈，从而引发了众多农民叛乱。W. A. Armstrong为首的一些人则主张把地主和农民二元对立太简单化历史了，他指出当时很多生活有着落的农民同样积极参与圈地。“我们应当小心一点不要把这一切（圈地）归于一个庞大复杂的历史转变的（必然）结果” "18-19世纪的圈地状况被严重夸大了"。
圈地运动配合工业革命，为工业革命提供了充足的劳动力和工业原材料，以及能供养更多的非农业人口，虽然产生了许多不公和暴動，客观上确实是工业化的一个必要前提，提供了土地集中後的規模耕作增加產量，被驅趕出的農民則投入工商業成為勞動力的來源。
按照马克思主义的说法，在资本主义制度取代封建制的历史进步的过程中，西欧新兴资产阶级和新封建贵族使用各种手段剥夺农民土地的过程，“是明摆着的阶级掠夺”。这种情况在英國、德國、法國、荷蘭、丹麥等国家都曾先后出现过，而以英国的最为典型。这是资本原始积累的最重要手段之一。一种说法是在這段時期，羊毛製品的銷售量大幅增加，商人們為了增加羊毛的數量以满足市场，因此使用不同方法圈佔、合併耕地，而其中的方法包括了把公地私有化、強迫小農民售出土地等，以增大牧場面積。